# Tiefenhäuser Moos
Das Naturschutzgebiet Tiefenhäuser Moos befindet sich auf dem Gebiet der Gemeinde Höchenschwand im Landkreis Waldshut.

## Kenndaten
Das Naturschutzgebiet wurde mit Verordnung des Regierungspräsidiums Freiburg vom 16. August 1951 ausgewiesen und hat eine Größe von 4,4853 Hektar. Es wird unter der Schutzgebietsnummer 3.045 geführt. Der CDDA-Code für das Naturschutzgebiet lautet 82712 und entspricht der WDPA-ID.

## Lage und Beschreibung
Das Naturschutzgebiet Tiefenhäuser Moos befindet sich auf dem Gebiet der Gemeinde Höchenschwand auf der Gemarkung Tiefenhäusern mit einer Gesamtgröße von rund 4,5 ha.
Das Naturschutzgebiet umfasst ein typisches Hochmoor im Südschwarzwald, das am Rande an manchen Stellen in ein Flachmoor übergeht. Der letzte Torfstiche fand in den Kriegsjahren 1914/18 statt.

## Schutzzweck
In der Verordnung von 1951 wurde kein wesentlicher Schutzzweck verankert.
Der Schutzzweck des Naturschutzgebiets wird heute in § 23 BNatSchG Abs. 1 Nrn. 1–3 definiert, wobei die Gründe für die Ausweisung eines Naturschutzgebiets nicht nur auf ökologische oder ästhetische Gesichtspunkte beschränkt sind, sondern sich auch auf wissenschaftliche, naturgeschichtliche und landeskundliche Aspekte erstrecken.

## Arteninventar
Im Naturschutzgebiet Tiefenhäuser Moos wurden folgende Arten erfasst:
- Höhere Pflanzen/Farne

Andromeda polifolia (Rosmarinheide), Arnica montana (Berg-Wohlverleih), Carex canescens agg. (Artengruppe Grau-Segge), Carex davalliana (Davalls Segge), Carex echinata (Stern-Segge), Carex limosa (Schlamm-Segge), Carex nigra (Braune Segge), Carex pauciflora (Wenigblütige Segge), Carex rostrata (Schnabel-Segge), Drosera rotundifolia (Rundblättriger Sonnentau), Epilobium palustre (Sumpf-Weidenröschen), Epipactis helleborine agg. (Artengruppe Breitblättrige Stendelwurz), Eriophorum angustifolium (Schmalblättriges Wollgras), Eriophorum vaginatum (Moor-Wollgras), Lycopodium annotinum (Sprossender Bärlapp), Menyanthes trifoliata (Fieberklee), Nardus stricta (Borstgras), Parnassia palustris (Sumpf-Herzblatt), Pinus mugo subsp. rotundata (Moor-Kiefer), Potentilla palustris (Sumpf-Blutauge), Rhynchospora alba (Weiße Schnabelsimse), Trichophorum alpinum (Alpen-Wollgras), Vaccinium oxycoccos agg. (Artengruppe Moosbeere), Vaccinium uliginosum (Gewöhnliche Moorbeere), Vaccinium vitis-idaea (Preiselbeere), Viola palustris (Sumpf-Veilchen)
- Reptilien

Lacerta vivipara (Waldeidechse)
- Schmetterlinge

Clossiana titania (Natterwurz-Perlmuttfalter), Colias palaeno (Hochmoor-Gelbling), Limenitis populi (Großer Eisvogel), Parnassius apollo (Roter Apollofalter)
- Vögel

Anthus trivialis (Baumpieper)